# Списък с филмите на „Юнивърсъл Пикчърс“ (1980 – 1989)
Това е списък с филмите, продуцирани или разпространени от Universal Pictures през 1980–1989 г., открит през 1912 г. като Universal Film Manufacturing Company. Той е един от главните филмови продукции и разпределително рамо на Universal Studios, дъщерна компания на подразпределението NBCUniversal от Comcast.
| Премиера             | Заглавие                                 | Бележки |
| -------------------- | ---------------------------------------- | --- |
| 25 януари 1980 г.    | Guyana: Cult of the Damned               | единствено разпространение в САЩ |
| 8 февруари 1980 г.   | The Last Married Couple in America       | |
| 7 март 1980 г.       | Дъщерята на миньора                      | номинация „Оскар“ за най-добър филм награда „Златен глобус“ за най-добър филм – драма |
| 21 март 1980 г.      | Little Miss Marker                       | |
| 18 април 1980 г.     | North Sea Hijack                         | |
| 25 април 1980 г.     | Където броди бизонът                     | |
| 9 май 1980 г.        | The Nude Bomb                            | копродукция с Time Life Films |
| 23 май 1980 г.       | The Gong Show Movie                      | |
| 13 юни 1980 г.       | Островът                                 | копродукция с Zanuck/Brown Company |
| 20 юни 1980 г.       | Блус Брадърс                             | |
| 18 юли 1980 г.       | Следващият филм на Чийг и Чонг           | |
| 8 август 1980 г.     | Ксанаду                                  | |
| 1 август 1980 г.     | Смоуки и Бандита 2                       | |
| 19 септември 1980 г. | Мелвин и Хауърд                          | номинация „Златен глобус“ за най-добър филм – мюзикъл или комедия |
| 26 септември 1980 г. | In God We Tru$t                          | |
| 26 септември 1980 г. | Възкресението                            | |
| 3 октомври 1980 г.   | Някъде във времето                       | копродукция с Rastar Productions |
| 5 декември 1980 г.   | Флаш Гордън                              | единствено разпространение; продуциран от Dino De Laurentiis Company и Starling Films |
| 1 януари 1981 г.     | Белите лъвове                            | |
| 30 януари 1981 г.    | The Incredible Shrinking Woman           | |
| 6 март 1981 г.       | Цялата нощ                               | |
| 13 март 1981 г.      | Къщата на ужасите                        | |
| 10 април 1981 г.     | Нощни ястреби                            | |
| 24 април 1981 г.     | Beyond the Reef                          | единствено разпространение; копродукция с Dino De Laurentiis Corporation |
| 24 април 1981 г.     | Кетъл Ани и Литъл Бричис                 | единствено разпространение; продуциран от Hemdale Film Corporation |
| 1 май 1981 г.        | Кралят на планината                      | единствено разпространение; продуциран от PolyGram Pictures |
| 22 май 1981 г.       | Четирите сезона                          | |
| 22 май 1981 г.       | Вързана работа                           | |
| 22 май 1981 г.       | Легенда за самотния рейнджър             | единствено разпространение; копродукция с Eaves Movie Ranch, ITC Entertainment и Wrather Productions; разпространен от Associated Film Distribution                                                              |
| 26 юни 1981 г.       | Голямата лудория на мъпетите             | единствено разпространение копродукция с The Jim Henson Company и ITC Entertainment; разпространен от Associated Film Distribution                                                                               |
| 17 юли 1981 г.       | Безкрайна любов                          | единствено разпространение; продуциран от PolyGram Filmed Entertainment |
| 21 август 1981 г.    | Американски върколак в Лондон            | единствено разпространение; продуциран от PolyGram Filmed Entertainment |
| 21 август 1981 г.    | Honky Tonk Freeway                       | единствено разпространение; копродукция с EMI Films, Honky Tonk Freeway Company и Kendon Films разпространен от Associated Film Distribution                                                                     |
| 18 септември 1981 г. | Разделяне на териториите                 | копродукция с Amblin Entertainment |
| 18 септември 1981 г. | Raggedy Man                              | |
| 2 октомври 1981 г.   | Zoot Suit                                | |
| 23 октомври 1981 г.  | Тишината на Севера                       | |
| 30 октомври 1981 г.  | Хелоуин 2                                | единствено разпространение в САЩ; копродукция с Dino De Laurentiis Corporation и Moustapha Akkad |
| 13 ноември 1981 г.   | The Pursuit of D. B. Cooper              | единствено разпространение; продуциран от PolyGram Pictures |
| 18 декември 1981 г.  | Призрачна история                        | |
| 18 декември 1981 г.  | Heartbeeps                               | |
| 12 февруари 1982 г.  | The Border                               | копродукция с Efer Productions и RKO Pictures |
| 12 февруари 1982 г.  | На златното езеро                        | единствено разпространение, копродукция с IPC Films и ITC Entertainment; разпространен от Associated Film Distribution номинация „Оскар“ за най-добър филм награда „Златен глобус“ за най-добър филм – драма     |
| 19 февруари 1982 г.  | Барбароса                                | единствено разпространение копродукция с ITC Entertainment разпространен от Associated Film Distribution |
| 5 март 1982 г.       | Зло под слънцето                         | единствено разпространение копродукция с EMI Films, Titan Productions and Mersham Productions Ltd. разпространен от Associated Film Distribution                                                                 |
| 12 март 1982 г.      | Безследно изчезнал                       | единствено разпространение копродукция с PolyGram Filmed Entertainment и Estudios Churubusco Azteca S.A. номинация „Оскар“ за най-добър филм номинация „Златен глобус“ за най-добър филм – драма                 |
| 2 април 1982 г.      | Малкият секс                             | единствено разпространение копродукция с Company Four и MTM Enterprises |
| 2 април 1982 г.      | Хора-котки                               | единствено разпространение; копродукция с RKO Pictures |
| 7 май 1982 г.        | Смъртоносната долина                     | копродукция с Cinema VII |
| 14 май 1982 г.       | Конан Варварина                          | единствено разпространение в САЩ; копродукция с Dino De Laurentiis Corporation |
| 21 май 1982 г.       | Мъртвите не носят каре                   | копродукция с Aspen Film Society |
| 11 юни 1982 г.       | Извънземното                             | номинация „Оскар“ за най-добър филм копродукция с Amblin Entertainment |
| 25 юни 1982 г.       | Нещото                                   | копродуцкия с Turman-Foster Company |
| 2 юли 1982 г.        | Най-прекрасният бардак в Тексас          | номинация „Златен глобус“ за най-добър филм – мюзикъл или комедия |
| 13 август 1982 г.    | Fast Times at Ridgemont High             | копродукция с Refugee Films |
| 22 октомври 1982 г.  | Хелоуин 3: Сезонът на вещицата           | единствено разпространение в САЩ копродукция с Dino De Laurentiis Corporation и Moustapha Akkad |
| 3 декември 1982 г.   | Франсис                                  | единствено разпространение копродукция с Brooksfilms и EMI Films разпространен от Associated Film Distribution                                                                                                   |
| 10 декември 1982 г.  | Изборът на Софи                          | единствено разпространение копродукция с ITC Entertainment и Keith Barish Productions разпространен от Associated Film Distribution номинация „Златен глобус“ за най-добър филм – драма                          |
| 17 декември 1982 г.  | Тъмният кристал                          | единствено разпространение копродукция с ITC Entertainment, Jim Henson Productions, Henson Organisation и The Jim Henson Company разпространен от Associated Film Distribution                                   |
| 17 декември 1982 г.  | Шест седмици                             | единствено разпространение продуциран от PolyGram Pictures и Guber-Peters Company |
| 4 февруари 1983 г.   | Видеодрум                                | единствено разпространение, продуциран с участието на Canadian Film Development Corporation и Famous Players |
| 18 февруари 1983 г.  | The Pirates of Penzance                  | копродукция с Timothy Burrill Productions и St. Michael Finance Limited |
| 18 февруари 1983 г.  | The Sting II                             | |
| февруари 1983 г.     | Second Thoughts                          | единствено разпространение копродукция с David Foster Productions и EMI Films разпространен от Associated Film Distribution                                                                                      |
| 4 март 1983 г.       | Нежно милосърдие                         | единствено разпространение копродукция с Antron Media Production и EMI Films разпространен от Associated Film Distribution номинация „Оскар“ за най-добър филм награда „Златен глобус“ за най-добър филм – драма |
| 23 март 1983 г.      | Eddie Macon's Run                        | |
| 25 март 1983 г.      | Лоши момчета                             | единствено разпространение копродукция с Solofilm и EMI Films разпространен от Associated Film Distribution |
| 31 март 1983 г.      | Смисълът на живота според Монти Пайтън   | копродукция с Python (Monty) Pictures |
| 6 май 1983 г.        | Доктор Детройт                           | |
| 3 юни 1983 г.        | Психо 2                                  | |
| 1 юли 1983 г.        | Stroker Ace                              | единствено разпространение, копродукция с Warner Bros. |
| 15 юли 1983 г.       | Puberty Blues                            | единствено разпространение в САЩ |
| 22 юли 1983 г.       | Челюсти 3                                | копродуцкия с Alan Landsburg Productions |
| 29 юли 1983 г.       | Частно училище                           | |
| 12 август 1983 г.    | Смоуки и Бандита 3                       | |
| 19 август 1983 г.    | Metalstorm: The Destruction of Jared-Syn | |
| 2 септември 1983 г.  | Весела Коледа, господин Лорънс           | единствено разпространение; продуциран от Recorded Picture Company |
| 9 септември 1983 г.  | Кошмари                                  | |
| 15 септември 1983 г. | Жега и прах                              | единствено разпространение; продуциран от Merchant Ivory Productions |
| 21 септември 1983 г. | Cross Creek                              | единствено разпространение копродукция с Thorn EMI Screen Entertainment разпространен от Associated Film Distribution                                                                                            |
| 30 септември 1983 г. | Going Berserk                            | |
| 30 септември 1983 г. | The Lonely Lady                          | |
| 30 септември 1983 г. | Hanna K.                                 | |
| 21 октомври 1983 г.  | Рибка-боец                               | копродукция с American Zoetrope |
| 9 декември 1983 г.   | Белязаният                               | |
| 16 декември 1983 г.  | D.C. Cab                                 | |
| 27 януари 1984 г.    | Самотникът                               | |
| 17 февруари 1984 г.  | Crackers                                 | |
| февруари 1984 г.     | Slayground                               | единствено разпространение копродукция с Jennie and Company, Thorn EMI Screen Entertainment разпространен от Associated Film Distribution                                                                        |
| 2 март 1984 г.       | Repo Man                                 | |
| 16 март 1984 г.      | Танк                                     | единствено разпространение, продуциран от Lorimar Productions |
| 6 април 1984 г.      | Hard to Hold                             | |
| 13 април 1984 г.     | Iceman                                   | |
| 4 май 1984 г.        | Шестнайсет свещи                         | копродукция с Channel Productions |
| 11 май 1984 г.       | Подпалвачката                            | |
| 1 юни 1984 г.        | Огнени улици                             | |
| 13 юни 1984 г.       | Под вулкана                              | |
| 29 юни 1984 г.       | Конан Разрушителя                        | единствено разпространение в САЩ копродукция с Dino De Laurentiis Company |
| 13 юли 1984 г.       | Последният звезден боец                  | единствено разпространение, продуциран от Lorimar Productions |
| 10 август 1984 г.    | Плащ и книжал                            | |
| 21 септември 1984 г. | Моето второ аз                           | единствено разпространение, продуциран от Kings Road Entertainment |
| 28 септември 1984 г. | Дивият живот                             | |
| 10 октомври 1984 г.  | Comfort and Joy                          | единствено разпространение; копродукция на Kings Road Entertainment, Thorn EMI и Scottish Television |
| 26 октомври 1984 г.  | Terror in the Aisles                     | |
| 14 декември 1984 г.  | Дюн                                      | единствено разпространение в САЩ копродукция с Dino De Laurentiis Company |
| 14 декември 1984 г.  | Mass Appeal                              | |
| 19 декември 1984 г.  | Реката                                   | |
| 15 февруари 1985 г.  | Клуб „Закуска“                           | копродукция с A&M Films и Channel Productions |
| 22 февруари 1985 г.  | В нощта                                  | |
| 8 март 1985 г.       | Маската                                  | |
| 12 април 1985 г.     | Annie's Coming Out                       | също е преименуван като A Test of Love |
| 26 април 1985 г.     | Отмъщението на Стик                      | |
| 3 май 1985 г.        | GGotcha!                                 | |
| 22 май 1985 г.       | Милионите на Брустър                     | копродукция с Silver Pictures |
| 31 май 1985 г.       | Флеч                                     | |
| 3 юли 1985 г.        | Завръщане в бъдещето                     | номинация „Златен глобус“ за най-добър филм – мюзикъл или комедия копродукция с Amblin Entertainment |
| 2 август 1985 г.     | Нечиста наука                            | |
| 13 септември 1985 г. | Жените на Джеймс Джойс                   | |
| 20 септември 1985 г. | Създател                                 | единствено разпространение, продуциран от Kings Road Entertainment |
| 20 септември 1985 г. | Morons from Outer Space                  | единствено разпространение, продуциран от Thorn EMI Screen Entertainment |
| 4 октомври 1985 г.   | Dreamchild                               | единствено разпространение, продуциран от Thorn EMI Screen Entertainment |
| 18 октомври 1985 г.  | Планът „Холкрофт“                        | единствено разпространение, продуциран от Thorn EMI Screen Entertainment |
| 18 октомври 1985 г.  | Wild Geese II                            | единствено разпространение, продуциран от Thorn EMI Screen Entertainment |
| октомври 1985 г.     | UFOria                                   | продуциран от Melvin Simon Productions |
| 18 декември 1985 г.  | Бразилия                                 | единствено разпространение, копродукция с Embassy International Pictures N.V. |
| 20 декември 1985 г.  | Извън Африка                             | награда „Оскар“ за най-добър филм награда „Златен глобус“ за най-добър филм – драма |
| 31 януари 1986 г.    | Най-добрите времена                      | единствено разпространение, продуциран от Kings Road Entertainment |
| 26 март 1986 г.      | Евтиното е скъпо                         | копродукция с Amblin Entertainment |
| 18 април 1986 г.     | Легенда                                  | единствено разпространение, копродукция с Embassy International Pictures N.V., пуснат от 20th Century Fox в чужбина                                                                                              |
| 14 май 1986 г.       | Сладка свобода                           | |
| 18 юни 1986 г.       | Орли на правосъдието                     | |
| 2 юли 1986 г.        | Психо 3                                  | |
| 1 август 1986 г.     | Патокът Хауърд                           | единствено разпространение, продуциран от Lucasfilm и Marvel Comics |
| 29 август 1986 г.    | Bullies                                  | продуциран от Simcom Limited |
| 12 септември 1986 г. | 'night, Mother                           | |
| 3 октомври 1986 г.   | Playing for Keeps                        | разпространител; продуциран от Miramax Films |
| 10 октомври 1986 г.  | Clockwise                                | единствено разпространение, продуциран от Thorn EMI Screen Entertainment |
| 21 ноември 1986 г.   | Американска приказка                     | плюс трите му продължения, копродукция с Amblin Entertainment и Sullivan Bluth Studios |
| 25 декември 1986 г.  | Brighton Beach Memoirs                   | |
| 10 април 1987 г.     | Тайната на моя успех                     | |
| 1 май 1987 г.        | The Allnighter                           | |
| 5 юни 1987 г.        | Хари и семейство Хендерсън               | копродукция с Amblin Entertainment |
| 26 юни 1987 г.       | Клопка                                   | |
| 17 юли 1987 г.       | Челюсти: Отмъщението                     | |
| 14 август 1987 г.    | North Shore                              | |
| 21 август 1987 г.    | Born in East L.A.                        | |
| 18 септември 1987 г. | Amazon Women on the Moon                 | |
| 9 октомври 1987 г.   | Hail! Hail! Rock 'n' Roll                | |
| 9 октомври 1987 г.   | Three O'Clock High                       | |
| 23 октомври 1987 г.  | Принцът на мрака                         | единствено разпространение; продуциран от Carolco Pictures; копродукция с Alive Films, Larry Franco Productions и Machine Productions                                                                            |
| 27 октомври 1987 г.  | Positive I.D.                            | |
| 6 ноември 1987 г.    | Изстрадана свобода                       | |
| 13 ноември 1987 г.   | Cross My Heart                           | |
| 4 декември 1987 г.   | Уокър                                    | |
| 18 декември 1987 г.  | Без батерии                              | копродукция с Amblin Entertainment |
| 5 февруари 1988 г.   | Змията и дъгата                          | |
| 18 март 1988 г.      | The Milagro Beanfield War                | |
| 25 март 1988 г.      | Biloxi Blues                             | |
| 22 април 1988 г.     | Casual Sex?                              | |
| 6 май 1988 г.        | Shakedown                                | единствено разпространение, продуциран от Glickenhaus Entertainment |
| 17 юни 1988 г.       | Невероятна ваканция                      | |
| 8 юли 1988 г.        | Phantasm II                              | единствено разпространение, копродукция с The Spacegate Corporation; международните права са притежавани от Starway International                                                                                |
| 20 юли 1988 г.       | Среднощно препускане                     | номинация „Златен глобус“ за най-добър филм – мюзикъл или комедия |
| 12 август 1988 г.    | Последното изкушение на Христос          | копродукция с Cineplex Odeon Films |
| 9 септември 1988 г.  | Луна над Парадор                         | |
| 23 септември 1988 г. | Горили в мъглата                         | награда „Златен глобус“ за най-добър филм – драма единствено разпространение; копродукция с Warner Bros. |
| 14 октомври 1988 г.  | Мадам Сузацка                            | копродукция с Cineplex Odeon Films |
| 4 ноември 1988 г.    | Те живеят                                | единствено разпространение, продуциран от Carolco Pictures копродукция с Alive Films и Larry Franco Productions                                                                                                  |
| 18 ноември 1988 г.   | Земята преди време                       | единствено разпространение, продуциран от Lucasfilm, Amblin Entertainment и Sullivan Bluth Studios |
| ноември 1988 г.      | Липсващото звено                         | |
| 1 декември 1988 г.   | Screwball Hotel                          | |
| 2 декември 1988 г.   | Пазители                                 | единствено разпространение, продуциран от Carolco Pictures копродукция с Concorde Pictures, Centaur Films, Rose & Ruby Productions и Canadian Entertainment Investors No. 2 and Company                          |
| 9 декември 1988 г.   | Близнаци                                 | |
| 21 декември 1988 г.  | Радиошоу                                 | копродукция с Cineplex Odeon Films |
| 17 февруари 1989 г.  | Краен квартал                            | единствено разпространение; продуциран от Imagine Entertainment |
| 17 март 1989 г.      | Флеч 2                                   | |
| 7 април 1989 г.      | Шантава компания                         | копродуцкия с Imagine Entertainment |
| 21 април 1989 г.     | Поле на мечтите                          | копродуцкия с The Gordon Company |
| 28 април 1989 г.     | K-9                                      | |
| 2 юни 1989 г.        | Renegades                                | копродуцкия с Morgan Creek Entertainment |
| 30 юни 1989 г.       | Прави каквото трябва                     | награда „Златен глобус“ за най-добър филм – драма копродукция с 40 Acres and A Mule Filmworks |
| 2 август 1989 г.     | Родители                                 | копродуцкия с Imagine Entertainment |
| 16 август 1989 г.    | Чичо Бък                                 | |
| 15 септември 1989 г. | Море от любов                            | |
| 27 октомври 1989 г.  | Шокър                                    | единствено разпространение, продуциран от Carolco Pictures копродукция с Alive Films и Universal City Studios |
| 10 ноември 1989 г.   | Татко                                    | копродуцкия с Amblin Entertainment |
| 22 ноември 1989 г.   | Завръщане в бъдещето 2                   | копродуцкия с Amblin Entertainment |
| 15 декември 1989 г.  | Магьосникът                              | копродукция с Finnegan/Pinchuk Productions и Pipeline Productions |
| 20 декември 1989 г.  | Роден на четвърти юли                    | номинация „Оскар“ за най-добър филм награда „Златен глобус“ за най-добър филм – драма |
| 22 декември 1989 г.  | Винаги                                   | копродукция с United Artists и Amblin Entertainment |